# 1. ŽNL Osječko-baranjska 2016./17.
Prvenstvo je osvojio NK Borac Kneževi Vinogradi te nakon kvalifikacija izborio promociju u Međužupanijsku nogometnu ligu Slavonije i Baranje. Iz lige su u 2. ŽNL ispali NK Đurđenovac i NK Elektra Hypo Limač Osijek.

## Tablica
| Mj. | Klub                         | Sus. | Pobj. | Ner. | Por. | GR.    | Bod. |
| --- | ---------------------------- | ---- | ----- | ---- | ---- | ------ | ---- |
| 1.  | NK Borac Kneževi Vinogradi   | 30   | 22    | 4    | 4    | 80:34  | 70   |
| 2.  | HNK Bilje                    | 30   | 19    | 4    | 7    | 63:38  | 61   |
| 3.  | NK Tomislav Livana           | 30   | 18    | 6    | 6    | 107:46 | 60   |
| 4.  | NK FEŠK Feričanci            | 30   | 16    | 5    | 9    | 83:37  | 53   |
| 5.  | NK Slavonac Ladimirevci      | 30   | 15    | 5    | 10   | 88:60  | 50   |
| 6.  | HNK Radnički Mece            | 30   | 16    | 2    | 12   | 70:62  | 50   |
| 7.  | NK Hajduk Popovac            | 30   | 14    | 7    | 9    | 70:43  | 49   |
| 8.  | NK Valpovka Valpovo          | 30   | 12    | 7    | 11   | 48:45  | 43   |
| 9.  | NK Jedinstvo Donji Miholjac  | 30   | 13    | 2    | 15   | 57:100 | 41   |
| 10. | NK Torpedo Kuševac           | 30   | 11    | 6    | 13   | 58:50  | 39   |
| 11. | NK Mursa-Zanatlija Osijek    | 30   | 10    | 8    | 12   | 55:52  | 38   |
| 12. | NK Metalac Osijek            | 30   | 11    | 5    | 14   | 66:67  | 38   |
| 13. | NK Mladost Satnica Đakovačka | 30   | 11    | 3    | 16   | 39:57  | 36   |
| 14. | NK Polet Semeljci            | 30   | 7     | 9    | 14   | 42:72  | 30   |
| 15. | NK Đurđenovac                | 30   | 6     | 3    | 21   | 49:86  | 21   |
| 16. | NK Elektra Hypo Limač Osijek | 30   | 0     | 2    | 28   | 12:138 | 2    |

## Rezultati
| NK Mladost Satnica Đakovačka NK Hajduk Popovac 2:2 NK Elektra Hypo Limač Osijek NK Borac Kneževi Vinogradi 1:5 HNK Radnički Mece NK Valpovka Valpovo 2:1 NK FEŠK Feričanci NK Mursa-Zanatlija Osijek 3:0 NK Tomislav Livana NK Metalac Osijek 8:0 NK Slavonac Ladimirevci HNK Bilje 3:2 NK Polet Semeljci NK Jedinstvo Donji Miholjac 1:3 NK Đurđenovac NK Torpedo Kuševac 2:2                                         | NK Hajduk Popovac NK Torpedo Kuševac 3:0 NK Jedinstvo Donji Miholjac NK Đurđenovac 4:2 HNK Bilje NK Polet Semeljci 2:3 NK Metalac Osijek NK Slavonac Ladimirevci 2:3 NK Mursa-Zanatlija Osijek NK Tomislav Livana 1:1 NK Valpovka Valpovo NK FEŠK Feričanci 0:3 NK Borac Kneževi Vinogradi HNK Radnički Mece 0:1 NK Mladost Satnica Đakovačka NK Elektra Hypo Limač Osijek 2:0  | NK Elektra Hypo Limač Osijek NK Hajduk Popovac 0:3 HNK Radnički Mece NK Mladost Satnica Đakovačka 3:1 NK FEŠK Feričanci NK Borac Kneževi Vinogradi 2:4 NK Tomislav Livana NK Valpovka Valpovo 8:0 NK Slavonac Ladimirevci NK Mursa-Zanatlija Osijek 3:1 NK Polet Semeljci NK Metalac Osijek 2:1 NK Đurđenovac HNK Bilje 1:2 NK Torpedo Kuševac NK Jedinstvo Donji Miholjac 2:0  |
| NK Hajduk Popovac NK Jedinstvo Donji Miholjac 7:2 HNK Bilje NK Torpedo Kuševac 1:0 NK Metalac Osijek NK Đurđenovac 1:0 NK Mursa-Zanatlija Osijek NK Polet Semeljci 1:1 NK Valpovka Valpovo NK Slavonac Ladimirevci 0:0 NK Borac Kneževi Vinogradi NK Tomislav Livana 4:1 NK Mladost Satnica Đakovačka NK FEŠK Feričanci 1:0 NK Elektra Hypo Limač Osijek HNK Radnički Mece 0:4                                         | HNK Radnički Mece NK Hajduk Popovac 0:1 NK FEŠK Feričanci NK Elektra Hypo Limač Osijek 8:1 NK Tomislav Livana NK Mladost Satnica Đakovačka 8:0 NK Slavonac Ladimirevci NK Borac Kneževi Vinogradi 3:4 NK Polet Semeljci NK Valpovka Valpovo 0:0 NK Đurđenovac NK Mursa-Zanatlija Osijek 1:2 NK Torpedo Kuševac NK Metalac Osijek 3:1 NK Jedinstvo Donji Miholjac HNK Bilje 1:3  | NK Hajduk Popovac HNK Bilje 2:2 NK Metalac Osijek NK Jedinstvo Donji Miholjac 5:2 NK Mursa-Zanatlija Osijek NK Torpedo Kuševac 0:3 NK Valpovka Valpovo NK Đurđenovac 2:0 NK Borac Kneževi Vinogradi NK Polet Semeljci 2:0 NK Mladost Satnica Đakovačka NK Slavonac Ladimirevci 1:1 NK Elektra Hypo Limač Osijek NK Tomislav Livana 0:10 HNK Radnički Mece NK FEŠK Feričanci 0:3 |
| NK FEŠK Feričanci NK Hajduk Popovac 2:0 NK Tomislav Livana HNK Radnički Mece 1:0 NK Slavonac Ladimirevci NK Elektra Hypo Limač Osijek 9:0 NK Polet Semeljci NK Mladost Satnica Đakovačka 2:1 NK Đurđenovac NK Borac Kneževi Vinogradi 1:1 NK Torpedo Kuševac NK Valpovka Valpovo 2:3 NK Jedinstvo Donji Miholjac NK Mursa-Zanatlija Osijek 3:2 HNK Bilje NK Metalac Osijek 3:2                                         | NK Hajduk Popovac NK Metalac Osijek 1:1 NK Mursa-Zanatlija Osijek HNK Bilje 3:0 NK Valpovka Valpovo NK Jedinstvo Donji Miholjac 0:2 NK Borac Kneževi Vinogradi NK Torpedo Kuševac 2:0 NK Mladost Satnica Đakovačka NK Đurđenovac 4:1 NK Elektra Hypo Limač Osijek NK Polet Semeljci 1:2 HNK Radnički Mece NK Slavonac Ladimirevci 3:0 NK FEŠK Feričanci NK Tomislav Livana 2:2  | NK Tomislav Livana NK Hajduk Popovac 3:2 NK Slavonac Ladimirevci NK FEŠK Feričanci 3:2 NK Polet Semeljci HNK Radnički Mece 5:3 NK Đurđenovac NK Elektra Hypo Limač Osijek 3:0 NK Torpedo Kuševac NK Mladost Satnica Đakovačka 3:1 NK Jedinstvo Donji Miholjac NK Borac Kneževi Vinogradi 2:2 HNK Bilje NK Valpovka Valpovo 1:0 NK Metalac Osijek NK Mursa-Zanatlija Osijek 3:0  |
| NK Hajduk Popovac NK Mursa-Zanatlija Osijek 1:1 NK Valpovka Valpovo NK Metalac Osijek 5:2 NK Borac Kneževi Vinogradi HNK Bilje 2:0 NK Mladost Satnica Đakovačka NK Jedinstvo Donji Miholjac 1:2 NK Elektra Hypo Limač Osijek NK Torpedo Kuševac 2:2 HNK Radnički Mece NK Đurđenovac 4:2 NK FEŠK Feričanci NK Polet Semeljci 3:1 NK Tomislav Livana NK Slavonac Ladimirevci 5:0                                         | NK Slavonac Ladimirevci NK Hajduk Popovac 3:3 NK Polet Semeljci NK Tomislav Livana 2:2 NK Đurđenovac NK FEŠK Feričanci 1:3 NK Torpedo Kuševac HNK Radnički Mece 4:1 NK Jedinstvo Donji Miholjac NK Elektra Hypo Limač Osijek 4:1 HNK Bilje NK Mladost Satnica Đakovačka 2:1 NK Metalac Osijek NK Borac Kneževi Vinogradi 1:1 NK Mursa-Zanatlija Osijek NK Valpovka Valpovo 0:3  | NK Hajduk Popovac NK Valpovka Valpovo 0:2 NK Borac Kneževi Vinogradi NK Mursa-Zanatlija Osijek 2:1 NK Mladost Satnica Đakovačka NK Metalac Osijek 1:0 NK Elektra Hypo Limač Osijek HNK Bilje 0:8 HNK Radnički Mece NK Jedinstvo Donji Miholjac 3:2 NK FEŠK Feričanci NK Torpedo Kuševac 6:2 NK Tomislav Livana NK Đurđenovac 4:2 NK Slavonac Ladimirevci NK Polet Semeljci 4:0  |
| NK Polet Semeljci NK Hajduk Popovac 1:1 NK Đurđenovac NK Slavonac Ladimirevci 3:1 NK Torpedo Kuševac NK Tomislav Livana 4:4 NK Jedinstvo Donji Miholjac NK FEŠK Feričanci 1:0 HNK Bilje HNK Radnički Mece 0:3 NK Metalac Osijek NK Elektra Hypo Limač Osijek 6:0 NK Mursa-Zanatlija Osijek NK Mladost Satnica Đakovačka 1:0 NK Valpovka Valpovo NK Borac Kneževi Vinogradi 0:2                                         | NK Hajduk Popovac NK Borac Kneževi Vinogradi 2:3 NK Mladost Satnica Đakovačka NK Valpovka Valpovo 2:1 NK Elektra Hypo Limač Osijek NK Mursa-Zanatlija Osijek 0:0 HNK Radnički Mece NK Metalac Osijek 5:2 NK FEŠK Feričanci HNK Bilje 1:1 NK Tomislav Livana NK Jedinstvo Donji Miholjac 7:2 NK Slavonac Ladimirevci NK Torpedo Kuševac 2:0 NK Polet Semeljci NK Đurđenovac 2:2  | NK Đurđenovac NK Hajduk Popovac 2:0 NK Torpedo Kuševac NK Polet Semeljci 3:0 NK Jedinstvo Donji Miholjac NK Slavonac Ladimirevci 5:2 HNK Bilje NK Tomislav Livana 0:1 NK Metalac Osijek NK FEŠK Feričanci 1:2 NK Mursa-Zanatlija Osijek HNK Radnički Mece 4:1 NK Valpovka Valpovo NK Elektra Hypo Limač Osijek 7:0 NK Borac Kneževi Vinogradi NK Mladost Satnica Đakovačka 3:0  |
| NK Hajduk Popovac NK Mladost Satnica Đakovačka 2:0 NK Borac Kneževi Vinogradi NK Elektra Hypo Limač Osijek 5:0 NK Valpovka Valpovo HNK Radnički Mece 1:1 NK Mursa-Zanatlija Osijek NK FEŠK Feričanci 1:1 NK Metalac Osijek NK Tomislav Livana 1:1 HNK Bilje NK Slavonac Ladimirevci 2:0 NK Jedinstvo Donji Miholjac NK Polet Semeljci 0:0 NK Torpedo Kuševac NK Đurđenovac 5:0                                         | NK Torpedo Kuševac NK Hajduk Popovac 1:4 NK Đurđenovac NK Jedinstvo Donji Miholjac 0:3 NK Polet Semeljci HNK Bilje 0:2 NK Slavonac Ladimirevci NK Metalac Osijek 2:0 NK Tomislav Livana NK Mursa-Zanatlija Osijek 6:0 NK FEŠK Feričanci NK Valpovka Valpovo 4:1 HNK Radnički Mece NK Borac Kneževi Vinogradi 1:4 NK Elektra Hypo Limač Osijek NK Mladost Satnica Đakovačka 0:2  | NK Hajduk Popovac NK Elektra Hypo Limač Osijek 3:0 NK Mladost Satnica Đakovačka HNK Radnički Mece 2:4 NK Borac Kneževi Vinogradi NK FEŠK Feričanci 2:0 NK Valpovka Valpovo NK Tomislav Livana 0:4 NK Mursa-Zanatlija Osijek NK Slavonac Ladimirevci 2:4 NK Metalac Osijek NK Polet Semeljci 1:1 HNK Bilje NK Đurđenovac 1:0 NK Jedinstvo Donji Miholjac NK Torpedo Kuševac 3:2  |
| NK Jedinstvo Donji Miholjac NK Hajduk Popovac 3:2 NK Torpedo Kuševac HNK Bilje 1:2 NK Đurđenovac NK Metalac Osijek 1:2 NK Polet Semeljci NK Mursa-Zanatlija Osijek 1:4 NK Slavonac Ladimirevci NK Valpovka Valpovo 0:0 NK Tomislav Livana NK Borac Kneževi Vinogradi 3:0 NK FEŠK Feričanci NK Mladost Satnica Đakovačka 4:0 HNK Radnički Mece NK Elektra Hypo Limač Osijek 5:0                                         | NK Hajduk Popovac HNK Radnički Mece 2:1 NK Elektra Hypo Limač Osijek NK FEŠK Feričanci 0:5 NK Mladost Satnica Đakovačka NK Tomislav Livana 2:1 NK Borac Kneževi Vinogradi NK Slavonac Ladimirevci 6:4 NK Valpovka Valpovo NK Polet Semeljci 1:1 NK Mursa-Zanatlija Osijek NK Đurđenovac 10:2 NK Metalac Osijek NK Torpedo Kuševac 3:1 HNK Bilje NK Jedinstvo Donji Miholjac 6:1 | HNK Bilje NK Hajduk Popovac 2:0 NK Jedinstvo Donji Miholjac NK Metalac Osijek 1:4 NK Torpedo Kuševac NK Mursa-Zanatlija Osijek 0:0 NK Đurđenovac NK Valpovka Valpovo 0:4 NK Polet Semeljci NK Borac Kneževi Vinogradi 0:3 NK Slavonac Ladimirevci NK Mladost Satnica Đakovačka 1:0 NK Tomislav Livana NK Elektra Hypo Limač Osijek 4:0 NK FEŠK Feričanci HNK Radnički Mece 1:3  |
| NK Hajduk Popovac NK FEŠK Feričanci 3:0 HNK Radnički Mece NK Tomislav Livana 2:1 NK Elektra Hypo Limač Osijek NK Slavonac Ladimirevci 2:4 NK Mladost Satnica Đakovačka NK Polet Semeljci 3:2 NK Borac Kneževi Vinogradi NK Đurđenovac 2:1 NK Valpovka Valpovo NK Torpedo Kuševac 1:0 NK Mursa-Zanatlija Osijek NK Jedinstvo Donji Miholjac 7:1 NK Metalac Osijek HNK Bilje 3:3                                         | NK Metalac Osijek NK Hajduk Popovac 1:3 HNK Bilje NK Mursa-Zanatlija Osijek 3:1 NK Jedinstvo Donji Miholjac NK Valpovka Valpovo 0:4 NK Torpedo Kuševac NK Borac Kneževi Vinogradi 1:1 NK Đurđenovac NK Mladost Satnica Đakovačka 1:2 NK Polet Semeljci NK Elektra Hypo Limač Osijek 6:0 NK Slavonac Ladimirevci HNK Radnički Mece 4:1 NK Tomislav Livana NK FEŠK Feričanci 2:1  | NK Hajduk Popovac NK Tomislav Livana 5:2 NK FEŠK Feričanci NK Slavonac Ladimirevci 5:1 HNK Radnički Mece NK Polet Semeljci 2:3 NK Elektra Hypo Limač Osijek NK Đurđenovac 2:4 NK Mladost Satnica Đakovačka NK Torpedo Kuševac 0:1 NK Borac Kneževi Vinogradi NK Jedinstvo Donji Miholjac 5:0 NK Valpovka Valpovo HNK Bilje 0:0 NK Mursa-Zanatlija Osijek NK Metalac Osijek 2:0  |
| NK Mursa-Zanatlija Osijek NK Hajduk Popovac 1:0 NK Metalac Osijek NK Valpovka Valpovo 2:5 HNK Bilje NK Borac Kneževi Vinogradi 1:3 NK Jedinstvo Donji Miholjac NK Mladost Satnica Đakovačka 2:1 NK Torpedo Kuševac NK Elektra Hypo Limač Osijek 8:0 NK Đurđenovac HNK Radnički Mece 3:4 NK Polet Semeljci NK FEŠK Feričanci 0:0 NK Slavonac Ladimirevci NK Tomislav Livana 2:2                                         | NK Hajduk Popovac NK Slavonac Ladimirevci 3:2 NK Tomislav Livana NK Polet Semeljci 6:3 NK FEŠK Feričanci NK Đurđenovac 3:1 HNK Radnički Mece NK Torpedo Kuševac 3:1 NK Elektra Hypo Limač Osijek NK Jedinstvo Donji Miholjac 0:4 NK Mladost Satnica Đakovačka HNK Bilje 1:4 NK Borac Kneževi Vinogradi NK Metalac Osijek 1:2 NK Valpovka Valpovo NK Mursa-Zanatlija Osijek 2:1  | NK Valpovka Valpovo NK Hajduk Popovac 0:0 NK Mursa-Zanatlija Osijek NK Borac Kneževi Vinogradi 2:3 NK Metalac Osijek NK Mladost Satnica Đakovačka 4:3 HNK Bilje NK Elektra Hypo Limač Osijek 1:0 NK Jedinstvo Donji Miholjac HNK Radnički Mece 1:6 NK Torpedo Kuševac NK FEŠK Feričanci 2:2 NK Đurđenovac NK Tomislav Livana 4:1 NK Polet Semeljci NK Slavonac Ladimirevci 2:5  |
| NK Hajduk Popovac NK Polet Semeljci 9:0 NK Slavonac Ladimirevci NK Đurđenovac 10:2 NK Tomislav Livana NK Torpedo Kuševac 2:1 NK FEŠK Feričanci NK Jedinstvo Donji Miholjac 9:0 HNK Radnički Mece HNK Bilje 2:4 NK Elektra Hypo Limač Osijek NK Metalac Osijek 0:7 NK Mladost Satnica Đakovačka NK Mursa-Zanatlija Osijek 2:2 NK Borac Kneževi Vinogradi NK Valpovka Valpovo 4:1 05.06.2017. 20:22:46 - www.nsosijek.hr | NK Borac Kneževi Vinogradi NK Hajduk Popovac 4:2 NK Valpovka Valpovo NK Mladost Satnica Đakovačka 0:2 NK Mursa-Zanatlija Osijek NK Elektra Hypo Limač Osijek 3:0 NK Metalac Osijek HNK Radnički Mece 7:0 HNK Bilje NK FEŠK Feričanci 2:1 NK Jedinstvo Donji Miholjac NK Tomislav Livana 3:5 NK Torpedo Kuševac NK Slavonac Ladimirevci 2:1 NK Đurđenovac NK Polet Semeljci 5:1  | NK Hajduk Popovac NK Đurđenovac 4:2 NK Polet Semeljci NK Torpedo Kuševac 0:2 NK Slavonac Ladimirevci NK Jedinstvo Donji Miholjac 11:0 NK Tomislav Livana HNK Bilje 2:3 NK FEŠK Feričanci NK Metalac Osijek 7:1 HNK Radnički Mece NK Mursa-Zanatlija Osijek 2:2 NK Elektra Hypo Limač Osijek NK Valpovka Valpovo 2:4 NK Mladost Satnica Đakovačka NK Borac Kneževi Vinogradi 1:0 |

## Kvalifikacije za Međužupanijsku nogometnu ligu Slavonije i Baranje
NK Požega – NK Borac Kneževi Vinogradi 2:2
NK Borac Kneževi Vinogradi - NK Požega 5:0
U Međužupanijsku nogometnu ligu Slavonije i Baranje se plasirao NK Borac Kneževi Vinogradi.